# Tratado entre México, Estados Unidos y Canadá
El Tratado entre México, Estados Unidos y Canadá o T-MEC (en inglés: United States–Mexico–Canada Agreement o USMCA, según el gobierno de los Estados Unidos, y Canada–United States–Mexico Agreement o CUSMA, según el gobierno de Canadá; en francés: Accord Canada–États-Unis–Mexique o ACEUM) es un tratado de libre comercio entre Canadá, Estados Unidos y México. También se le conoce como «TLCAN 2.0» o «NAFTA 2.0», con el fin de distinguirlo de su predecesor, el Tratado de Libre Comercio de América del Norte (TLCAN o NAFTA por sus siglas en inglés).
El 16 de agosto de 2017 inició la primera ronda de negociaciones en Washington D. C., los Estados miembros acordaron informalmente los términos el 30 de septiembre de 2018 y formalmente el 1 de octubre. El T-MEC fue propuesto por el presidente de los Estados Unidos, Donald Trump, y fue firmado por Trump, el presidente de México, Enrique Peña Nieto, y el primer ministro de Canadá, Justin Trudeau, el 30 de noviembre de 2018, como un evento paralelo de la Cumbre del G20 de 2018 en Buenos Aires.
El 10 de diciembre de 2019 se celebró un nuevo protocolo modificatorio al T-MEC. El acuerdo entró en vigor el 1 de julio de 2020.

## Historia

### Antecedentes
El tratado está basado en el TLCAN que entró en vigor el 1 de enero de 1994. El acuerdo actual fue el resultado de más de un año de negociaciones, que se vieron marcadas por las amenazas de imposición de aranceles por los Estados Unidos contra Canadá, además de la posibilidad de que surgieran acuerdos bilaterales separados.
Durante las elecciones presidenciales de Estados Unidos de 2016, la campaña de Donald Trump incluyó la promesa de volver a negociar el TLCAN, o de cancelarlo si las renegociaciones fracasaban. Después de su elección, el gobierno de Trump impulsó una serie de cambios que afectaron las relaciones comerciales con otros países, entre ellas, el retiro del Acuerdo de París, el abandono del Acuerdo Transpacífico de Cooperación Económica, y la guerra comercial con China. Ello reforzó la idea de que se hablaba en serio respecto de la búsqueda de cambios al TLCAN.
Fue una de las formas de cambiar el TLCAN Tratado de Libre Comercio de América del Norte

### Negociaciones

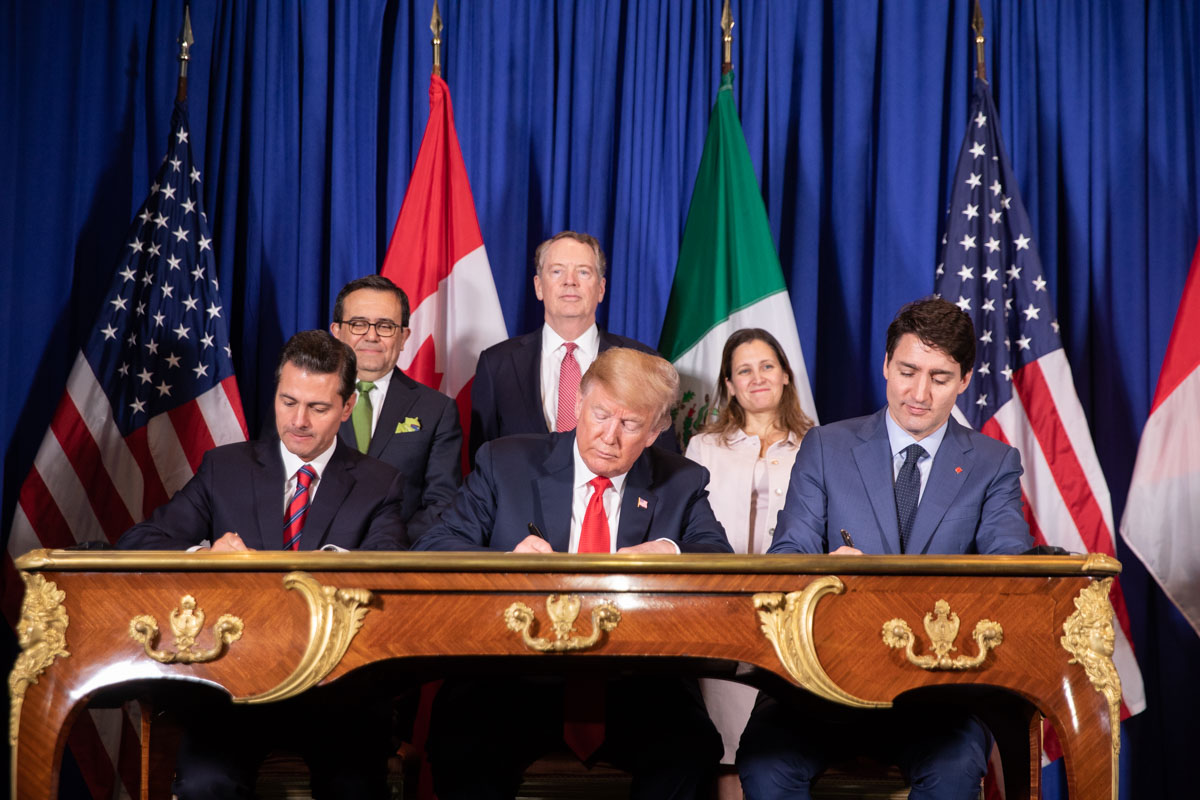
El presidente Enrique Peña Nieto, el presidente Donald Trump, y el primer ministro Justin Trudeau firman el T-MEC el 30 de noviembre de 2018.

Se logró un preacuerdo bilateral entre los Estados Unidos y México el 28 de agosto de 2018. Debido a que el periodo del presidente de México, Enrique Peña Nieto, terminaba el 30 de noviembre de 2018 (al día siguiente, 1 de diciembre,  asumió la presidencia Andrés Manuel López Obrador), y al plazo de 60 días para el periodo de revisión, la fecha límite para entregar el texto acordado era el 30 de septiembre de 2018. 
A partir de entonces, se iniciaron las negociaciones de los Estados Unidos con Canadá, las cuales finalizaron con un acuerdo entre los tres países a solo una hora de la medianoche de la fecha límite. El primer ministro canadiense Justin Trudeau reconoció más tarde que su país debió «hacer concesiones y algunas fueron más difíciles que otras». 

### Firma y ratificación

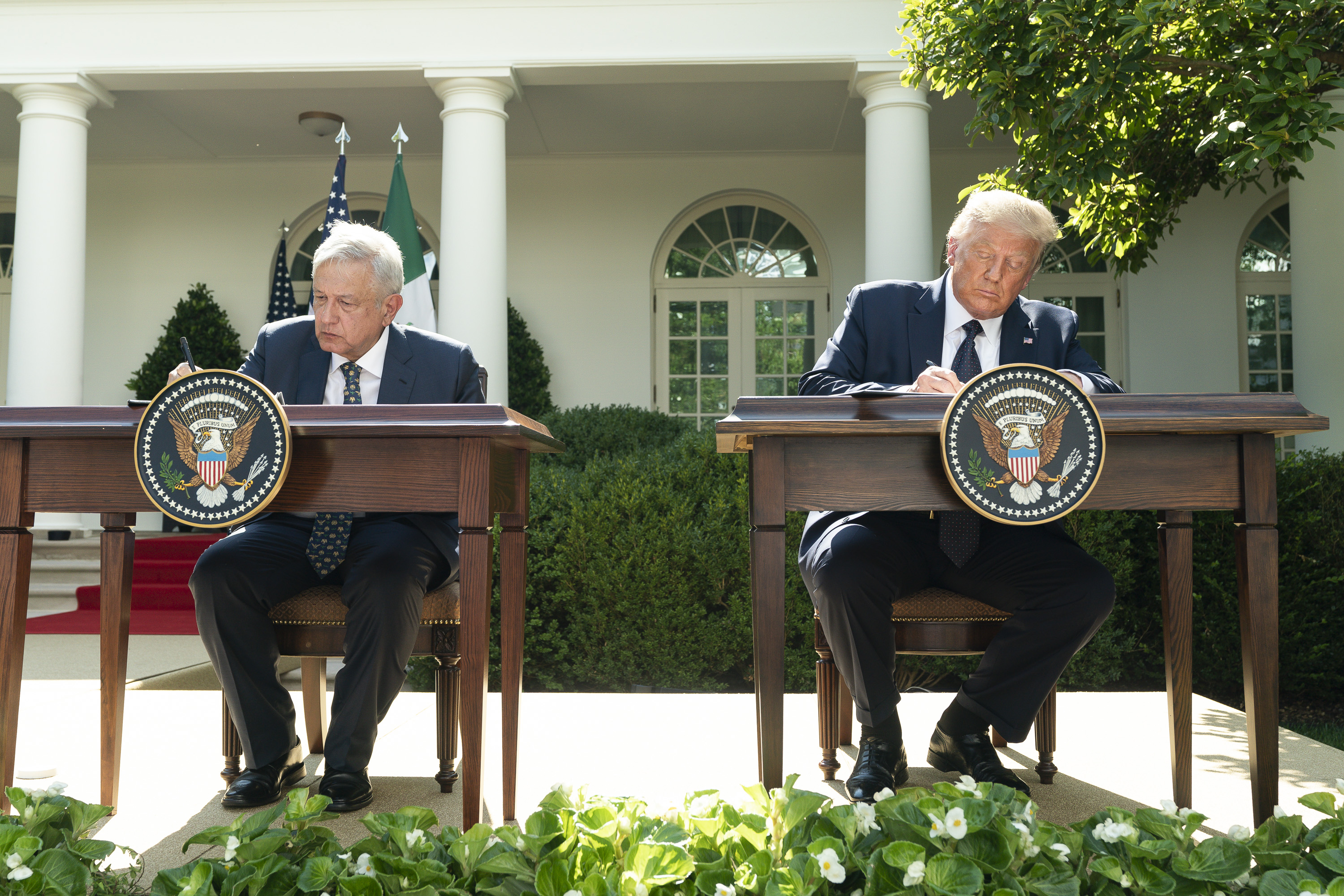
El presidente Andrés Manuel López Obrador y el presidente Donald Trump firman Declaración Conjunta por inicio de T-MEC el 8 de julio de 2020.

El acuerdo comercial fue firmado por las tres partes el 30 de noviembre de 2018, en la cumbre del G20 en Buenos Aires, Argentina. Después de la firma, cada país aplicó sus procedimientos legislativos antes de su ratificación.
Sin embargo, el 10 de diciembre de 2019 se celebra un nuevo protocolo modificatorio al T-MEC. A la firma, realizada en el Palacio Nacional de México con el presidente de México, Andrés Manuel López Obrador, como testigo, acudieron la vice primera ministra de Canadá, Chrystia Freeland; el representante de Comercio Exterior de EE. UU., Robert Lighthizer; el asesor y yerno de Trump, Jared Kushner; y el subsecretario mexicano para América del Norte, Jesús Seade.
El 29 de enero de 2020 Donald Trump firmó el nuevo tratado comercial entre Estados Unidos, México y Canadá (T-MEC), que actualiza el NAFTA. El nuevo tratado de libre comercio entró en vigor definitivamente el 1 de julio de 2020 después de que el Parlamento canadiense aprobara el acuerdo y los tres mandatarios —Trump, López Obrador y Trudeau— sellaran definitivamente con sus firmas el nuevo tratado.

## Contenido
El T-MEC reemplazará al TLCAN, vigente desde 1994, que tanto Trump como muchos sindicatos en Estados Unidos veían desventajoso para el empleo estadounidense. Según analistas, el T-MEC conserva muchos elementos del TLCAN, un gigantesco acuerdo que unió a los tres países en una compleja red de interacciones y servicios comerciales, aumentando en general el crecimiento y elevando el nivel de vida en América del Norte. El representante comercial de Estados Unidos, Robert Lighthizer, quien lideró las negociaciones de Washington para el T-MEC, lo calificó como un "gran acuerdo histórico".

### Cambios sustantivos respecto al TLCAN
Hay varios cambios sustantivos que se registran entre el T-MEC respecto al TLCAN. Hay que señalar que hubo importantes presiones por parte de los sindicatos de Estados Unidos y Canadá para que se adoptaran ciertas posiciones por parte de México, en relación con el mundo laboral, como consecuencia México aumentó el salario mínimo y ratificó nuevos convenios con la Organización Internacional del Trabajo (OIT). La Federación Estadounidense del Trabajo y Congreso de Organizaciones Industriales consideró al T-MEC como una “vasta mejora” sobre el TLCAN.
También se fijaron reglas de origen para aumentar el contenido regional (de la zona del T-MEC) respecto al acero y el aluminio y la eliminación del plazo de 10 años de exclusividad para la producción de biomedicinas. En general suben las reglas de origen para la región, es decir, se dará prioridad a las materias y productos necesarios para las cadenas de producción que provengan de los 3 países, poniendo en segundo plano a los del resto del mundo.
También se establece la creación de paneles bilaterales para la negociación en caso de conflictos o desacuerdos en áreas específicas del comercio. Se integra un capítulo que permite que cualquiera de los tres países puedan pedir la conformación de estos paneles independientes, cuando se considere que hay prácticas desleales por otro miembro del acuerdo. En el caso de la industria automotriz se acordó que para que un auto pueda ser exportado libre de aranceles, tendría que ser producido en un 75% en uno de los tres países del acuerdo, y que entre el 40 y 45%  del auto debe ser fabricado por trabajadores que ganen al menos 16 dólares la hora, preferentemente sindicalizados. En México fueron necesarias reformas para restringir y acotar el outsourcing. Es así el único tratado a nivel mundial que establece reglas de origen para automóviles.
El nuevo acuerdo tendrá una duración de 16 años y podrá ser sujeto a revisión en plazos determinados, haciendo obligatorias las normas y prácticas laborales establecidas por la OIT.
Para el caso de México, la senadora Beatriz Paredes que formó parte de las comisiones dictaminadoras del protocolo del T-MEC, considera que el nuevo acuerdo cambiará a la economía mexicana, como lo hizo el TLCAN. Según ella, la diferencia es que con el TLCAN el sector primario o agrícola, es decir el campo mexicano, quedaba como el sector “subordinado” o sobre quien recaían los embates de las consecuencias del tratado. En el nuevo tratado (T-MEC) es el sector empresarial quien recibirá los impactos, por los cambios en el mundo laboral.
El balance que algunos hacen es que se intenta fortalecer el comercio y la inversión dentro de la región y actualizar los acuerdos a las circunstancias actuales.

## Corredor del T-MEC
El Corredor trinacional del T-MEC (Tratado entre México, Estados Unidos y Canadá), planea conectar a los países norteamericanos. Lo anterior mediante diversas rutas aéreas, carreteras, ferroviarias y marítimas.